# Internazionali d'Italia 2008
Gli Internazionali d'Italia 2008 (chiamati anche Internazionali BNL d'Italia per motivi di sponsorizzazione) sono stati la 65ª edizione degli Internazionali d'Italia, che fa parte della categoria ATP Masters Series nell'ambito dell'ATP Tour 2008 e della Tier I nell'ambito del WTA Tour 2008. 
Sia che il torneo maschile che quello femminile si sono giocati al Foro Italico di Roma in Italia, il torneo maschile si è giocato dal 5 all'11 maggio 2008, e quello femminile dal 12 al 18 maggio 2008.

## Campioni

### Singolare maschile
Novak Đoković ha battuto in finale  Stan Wawrinka con il punteggio di 4–6, 6–3, 6–3

### Singolare femminile
Jelena Janković ha battuto in finale  Alizé Cornet con il punteggio di 6–2, 6–2

### Doppio maschile
Bob Bryan /  Mike Bryan hanno battuto in finale  Daniel Nestor /  Nenad Zimonjić con il punteggio di 3–6, 6–4, [10–8]

### Doppio femminile
Yung-jan Chan /  Chia-jung Chuang hanno battuto in finale  Iveta Benešová /  Janette Husárová con il punteggio di 7–6(5), 6–3